# Apartamento del príncipe Bertil

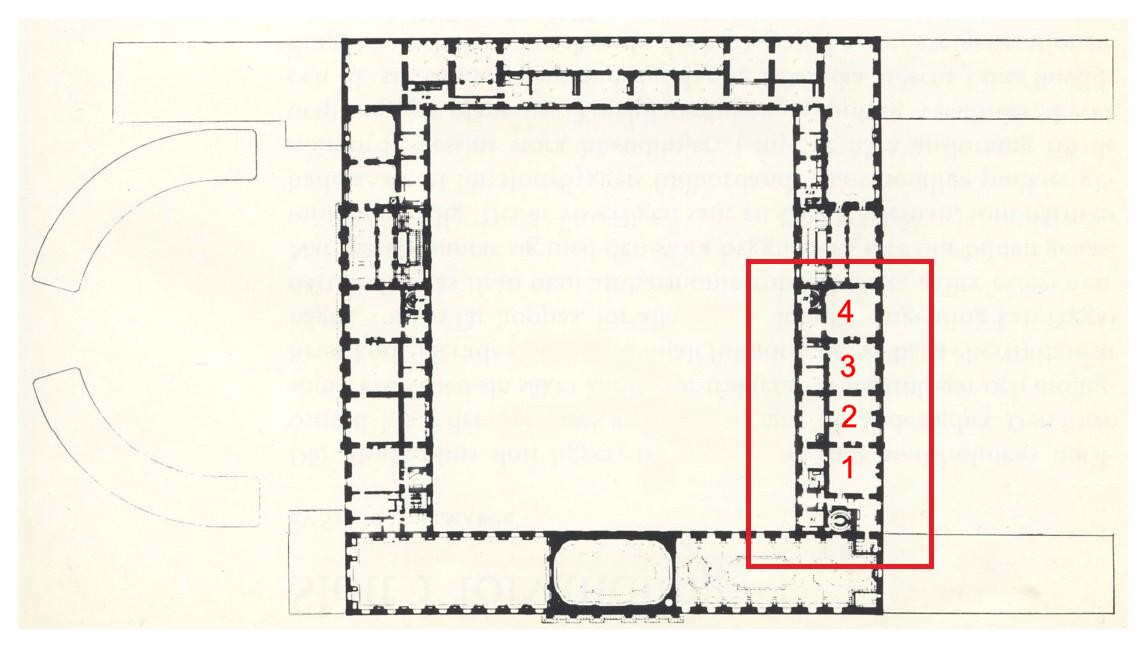
"Apartamento del príncipe Bertil", piso. 2do piso, Piso privado: 1. Antiguo comedor del príncipe Bertil 2. Resp. del ex príncipe heredero. El salón amarillo del rey 3. Anteriormente "El Salón Escarlata" 4. Antiguamente "Sala de billar de Gustavo V"

El apartamento del Príncipe Bertil, también llamado históricamente apartamento de Su Majestad el Rey, está ubicado en dos tramos de escaleras en el ala este del Palacio Real de Estocolmo y lleva el nombre de su último ocupante conocido, el príncipe Bertil de Suecia. Siempre ha sido parte del castillo donde el rey o un pariente cercano ha tenido su residencia privada. El departamento está ubicado exactamente encima del piso de la Princesa Sibylla y tiene la misma área bruta ; aproximadamente 500 m².  El apartamento del príncipe Bertil no es accesible al público.

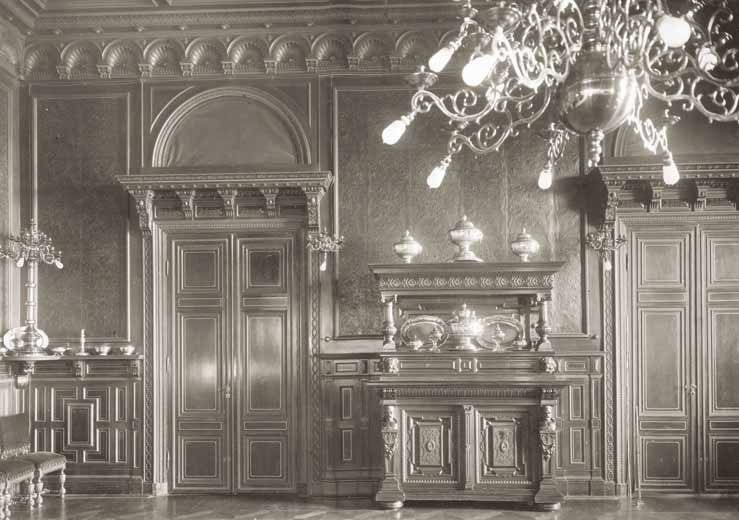
El comedor de Gustaf (V) y Viktoria, década de 1890

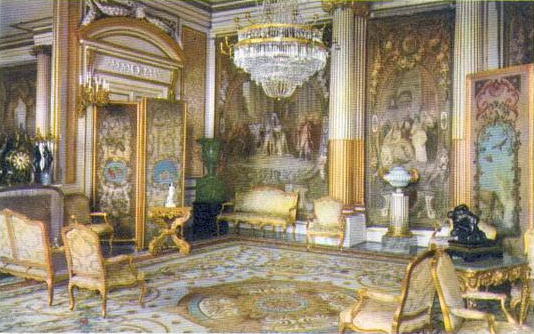
El salón amarillo, década de 1940

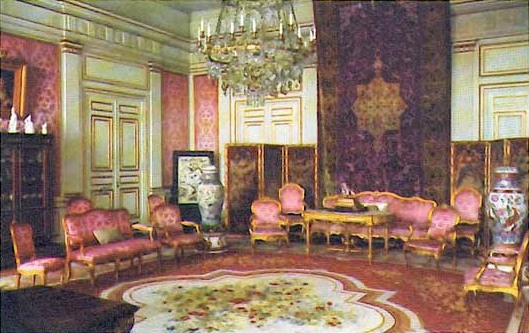
El salón rojo con la alfombra de caza en la pared, década de 1940

Los primeros ocupantes del apartamento en el año 1754 fueron los príncipes Carlos y Federico Adolfo. Finalmente, el apartamento de invitados fue amueblado para el príncipe Federico Adolfo y luego el príncipe Carlos utilizó el apartamento para su uso personal. Cuando el duque Carlos se convirtió en rey con el nombre de Carlos XIII, el apartamento pasó a manos de la esposa de Carlos XIV Juan, la princesa heredera Desideria. En la época de Carlos XIV Juan fue el apartamento del príncipe heredero Óscar (I) y cuando éste se convirtió en rey continuó siendo su residencia. Oscar decoró aquí la Sala Gótica en 1828. Bajo el reinado de Oscar II, se convirtió en el apartamento del príncipe heredero Gustavo (V). Cuando se convirtió en rey, continuó teniéndolo como su residencia. A partir de ese momento, la sala de billar de Gustavo V, el Salón Amarillo y el Salón Rojo, fueron decorados. Estos últimos se llamaban así por el papel pintado que tenía en las paredes. La alfombra de caza fue encontrada nuevamente en el salón rojo. Bajo el actual rey Carlos XVI Gustavo, este fue el apartamento representativo del príncipe Bertil en el palacio hasta su muerte en 1997. En los años 70 se decoró aquí el comedor del príncipe Bertil. 
Después de la muerte del príncipe Bertil, el apartamento se utilizó para visitas de Estado,  entrevistas y seminarios, entre otras cosas. En 2010, Carlos XVI Gustavo retransmitió su tradicional discurso de Navidad desde el apartamento,  algo que en 2009 se retransmitió desde el apartamento de la princesa Sibila. 